# Kanton Sarajevo
Het kanton Sarajevo is een van de tien kantons van de Federatie van Bosnië en Herzegovina in Bosnië en Herzegovina. De hoofdstad is de nationale hoofdstad Sarajevo, die eveneens de hoofdplaats van de Federatie van Bosnië en Herzegovina is.

## Gemeenten
1. Centar *
2. Hadžići
3. Ilidža
4. Ilijaš
5. Novi Grad *
6. Novo Sarajevo *
7. Stari Grad *
8. Trnovo
9. Vogošća

De met een * gemerkte gemeenten 1, 5, 6 en 7 worden beschouwd als deel van de stad Sarajevo.